# Província de Córdoba
|  | Aquest article tracta sobre la divisió administrativa argentina. Si cerqueu la divisió administrativa espanyola, vegeu «Província de Còrdova». |

Córdoba, al text de la Constitució provincial Província de Córdoba, és una de les vint-i-tres províncies autònomes que integren la República Argentina. i un dels vint-i-quatre districtes electorals legislatius nacionals. La capital i ciutat més poblada és la ciutat homònima de Córdoba, i té a més com a capital alterna la ciutat de Villa de la Concepción del Río Cuarto segons la Llei provincial Núm. 10.169 promulgada el 25 d'octubre de 2013.
Situada al centre del país, limita al nord amb la província de Catamarca i Santiago del Estero, a l'est amb Santa Fe, al sud-est amb Buenos Aires, al sud amb La Pampa i a l'oest amb San Luis i La Rioja. Està dividida en 26 departaments.
L'agricultura i la ramaderia representen el 25% de la renda de la província. Els principals productes agrícoles són la soia, el blat, el blat de moro i altres cereals. La província proveeix del 15% de la producció nacional de bestiar. La indústria dels aliments, principalment d'oli, llet i derivats del cereal és molt important.
La construcció de la Fàbrica Militar d'Avions el 1927, així com altres indústries públiques van convertir la província, i la seva capital, en un dels centres industrials més importants de l'Argentina. A la segona meitat del segle XX la indústria es va concentrar en la producció d'automòbils i de maquinària agrícola. Avui dia, la indústria representa el 20% de la renda de la província, i l'energia necessària prové de 15 preses hidroelèctriques i una planta atòmica. Els principals productes miners són el marbre i la calç.